# Xiphophorus maculatus
Pour les articles homonymes, voir Platy.
Platy
 (janvier 2009).
Si vous disposez d'ouvrages ou d'articles de référence ou si vous connaissez des sites web de qualité traitant du thème abordé ici, merci de compléter l'article en donnant les références utiles à sa vérifiabilité et en les liant à la section « Notes et références ».
Espèce
Statut de conservation UICN

 DD : Données insuffisantes
Xiphophorus maculatus, le Platy, est une espèce de poissons d'eau douce tropicale d'Amérique du Sud et Centrale de la famille des Poeciliidae. C'est un poisson d'aquarium très populaire en raison de ses couleurs variées et de sa robustesse.

## Description
Les femelles mesurent jusqu'à 6 cm et ont le ventre plus rebondi (il est gonflé quand elles sont en gestation), et les mâles, dont le corps est plus allongé, mesurent 4 cm, en raison du dimorphisme sexuel de l'espèce,,. 
Il existe de nombreuses variétés qui diffèrent par leurs couleurs (Tuxedo, Lune, Hawaï, Wagtail, Corail, Sunset…) en aquariophilie. 
Les sujets mâles possèdent des macules noires très distinctes, ainsi qu'un gonopode et, en général, sont plus colorés que les femelles.

## Répartition et habitat
Ces poissons se rencontrent en Amérique centrale (Mexique, Belize et Guatemala, et Honduras).
Ils vivent dans les mares, les marécages, les zones calmes en rives et dans les cours d'eau riches en plantes aquatiques.

## Systématique
Le nom valide complet (avec auteur) de ce taxon est Xiphophorus maculatus (Günther, 1866).
L'espèce a été initialement classée dans le genre Platypoecilus sous le protonyme Platypoecilus maculatus Günther, 1866.
Ce taxon porte en français le nom vernaculaire ou normalisé suivant : Platy.
Xiphophorus maculatus a pour synonymes :
- Platypoecilus maculatus aurata Stoye, 1935
- Platypoecilus maculatus cyanellus Meinken, 1935
- Platypoecilus maculatus maculatus Stoye, 1935
- Platypoecilus maculatus sanguinea Stoye, 1935
- Xiphorus helleri maculatus (Günther, 1866)
- Platypoecilus aurata Stoye, 1935
- Platypoecilus cyanellus Meinken, 1935
- Platypoecilus maculatus Günther, 1866
- Platypoecilus nigra Brind, 1914
- Platypoecilus pulchra Brind, 1914
- Platypoecilus rubra Brind, 1914
- Platypoecilus sanguinea Stoye, 1935
- Poecilia maculata (Günther, 1866)
- Poecilia maculatus (Günther, 1866)
- Xiphorus maculatus (Günther, 1866)

## Publication originale
- Günther, A. (1866). Catalogue of fishes in the British Museum. Catalogue of the Physostomi, containing the families Salmonidae, Percopsidae, Galaxidae, Mormyridae, Gymnarchidae, Esocidae, Umbridae, Scombresocidae, Cyprinodontidae, in the collection of the British Museum. 6: i-xv + 1-368.

## Aquariophilie

### Maintenance en captivité
Ils aiment une eau à une température comprise entre 18 et 25 °C (25 °C pour la reproduction), avec un pH légèrement alcalin compris entre 7,0 et 8,0 (7,5 pour la reproduction) et avec une dureté moyennement élevée comprise entre 10 et 25 °d GH, (14 °d GH pour la reproduction). Ces valeurs sont générales et quelques spécimens provenant de cours d'eau spécifique ont des besoins complètement différents.
Ils peuvent être sensibles à des variations de température.

### Alimentation
Ils sont omnivores, avec toutefois une préférence pour les végétaux et les algues
Lors d'une reproduction en bac libre (sans protection pour les alevins), il arrive très fréquemment que les adultes mangent les alevins à peine nés.
Les larves de crustacés aident au développement des alevins. La salade, les épinards ou les algues vertes sont également appréciés. Il est important de leur donner régulièrement des flocons végétaux ou des algues à sushi (sushi nori) pour les garder en bonne santé. Ils broutent aussi les algues vertes des plantes ou de la vitre. Ils peuvent se contenter de nourriture sèche, comme des nauplies d'artémias (adulte comme alevin), mais il faudra varier leur nourriture.

### Comportement
Ces poissons ne sont pas agressifs, ils se plaisent beaucoup dans des bacs communautaires. Dès son arrivée, un nouveau venu va explorer tout le volume de l'aquarium à la recherche d'algues et d'autres végétaux. Il est néanmoins conseillé de respecter un ratio de deux à trois femelles pour un mâle afin d'éviter les agressions entre mâles et un harcèlement incessant sur une même femelle.
Les platys sont des poissons relativement pacifiques, actifs et curieux, qui passent leur temps à rechercher de la nourriture.
Cependant, plusieurs mâles dans le même bac peuvent engendrer quelques querelles stressantes pour toute la communauté de l'aquarium.
Les mâles dits tardifs, ayant atteint leur maturité sexuelle après les 3 à 6 mois habituels sont fréquemment houspillés par les mâles adultes par exemple.

### Galerie

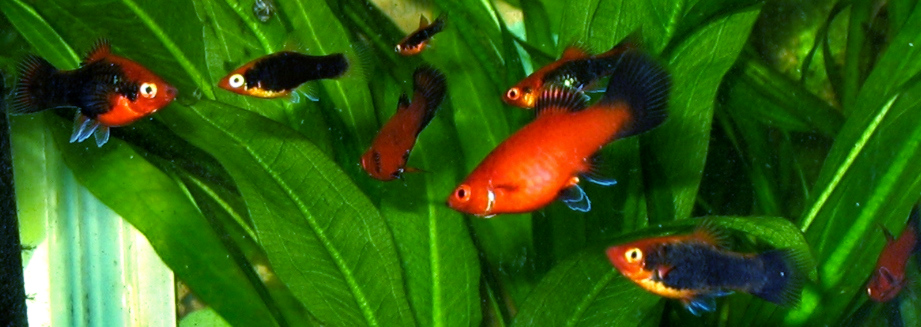
Groupe en aquarium.
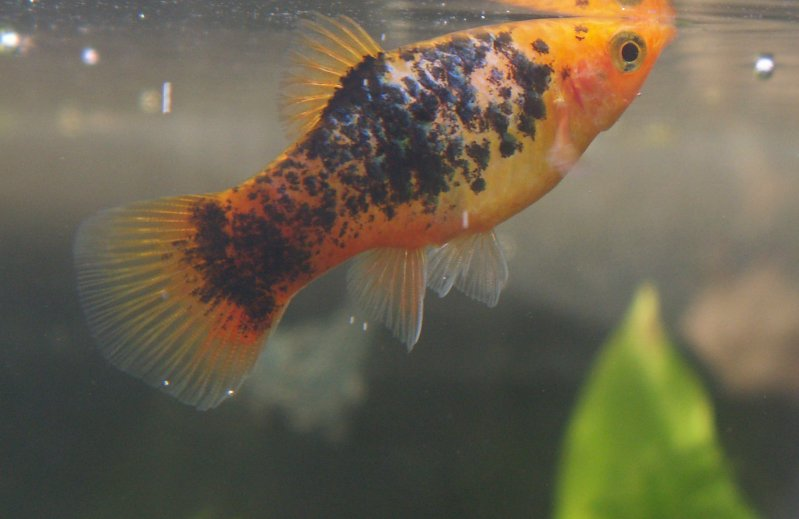
Mouchetée femelle.
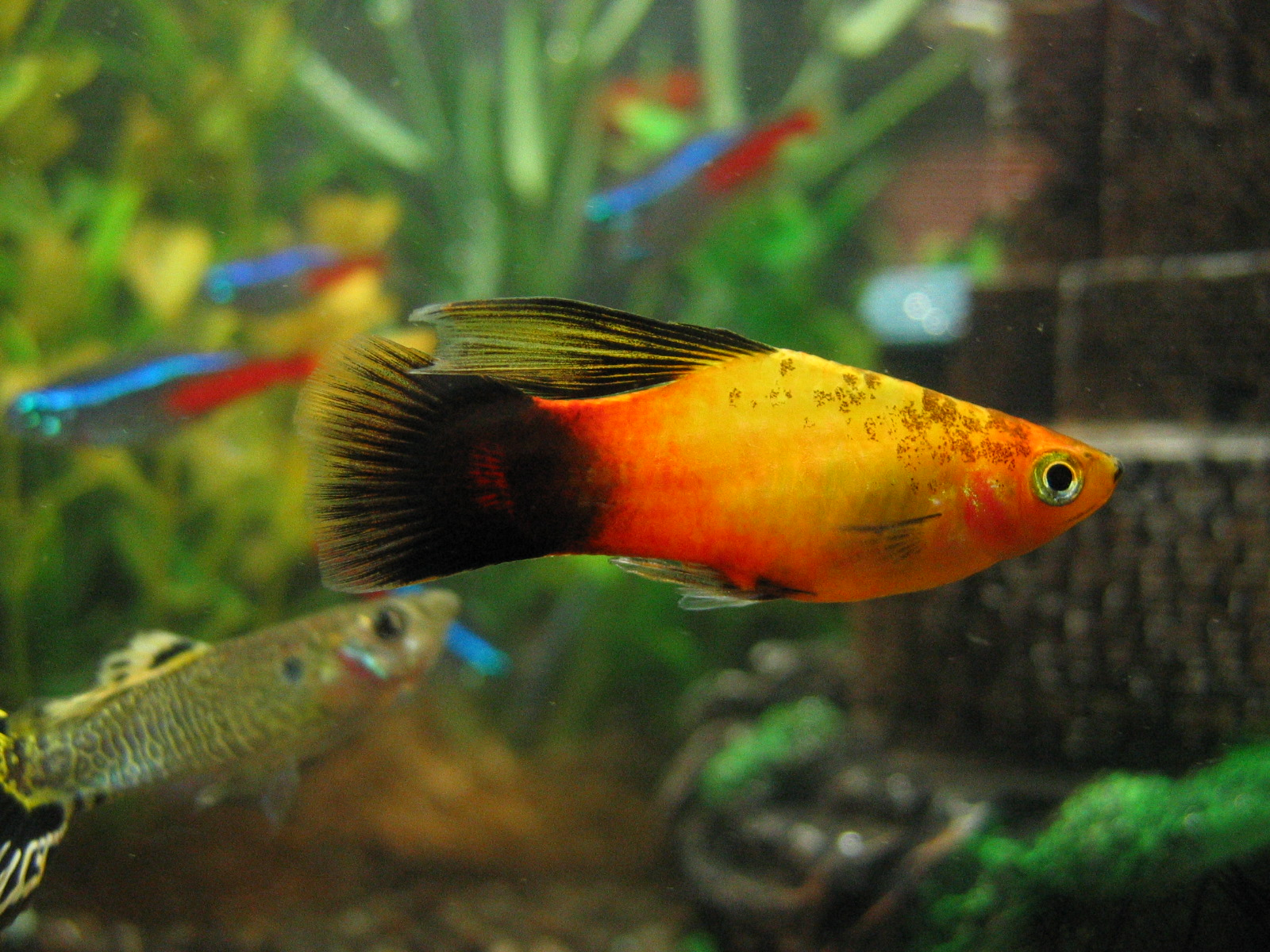
Mâle bicolore, forme Hi-Fin.
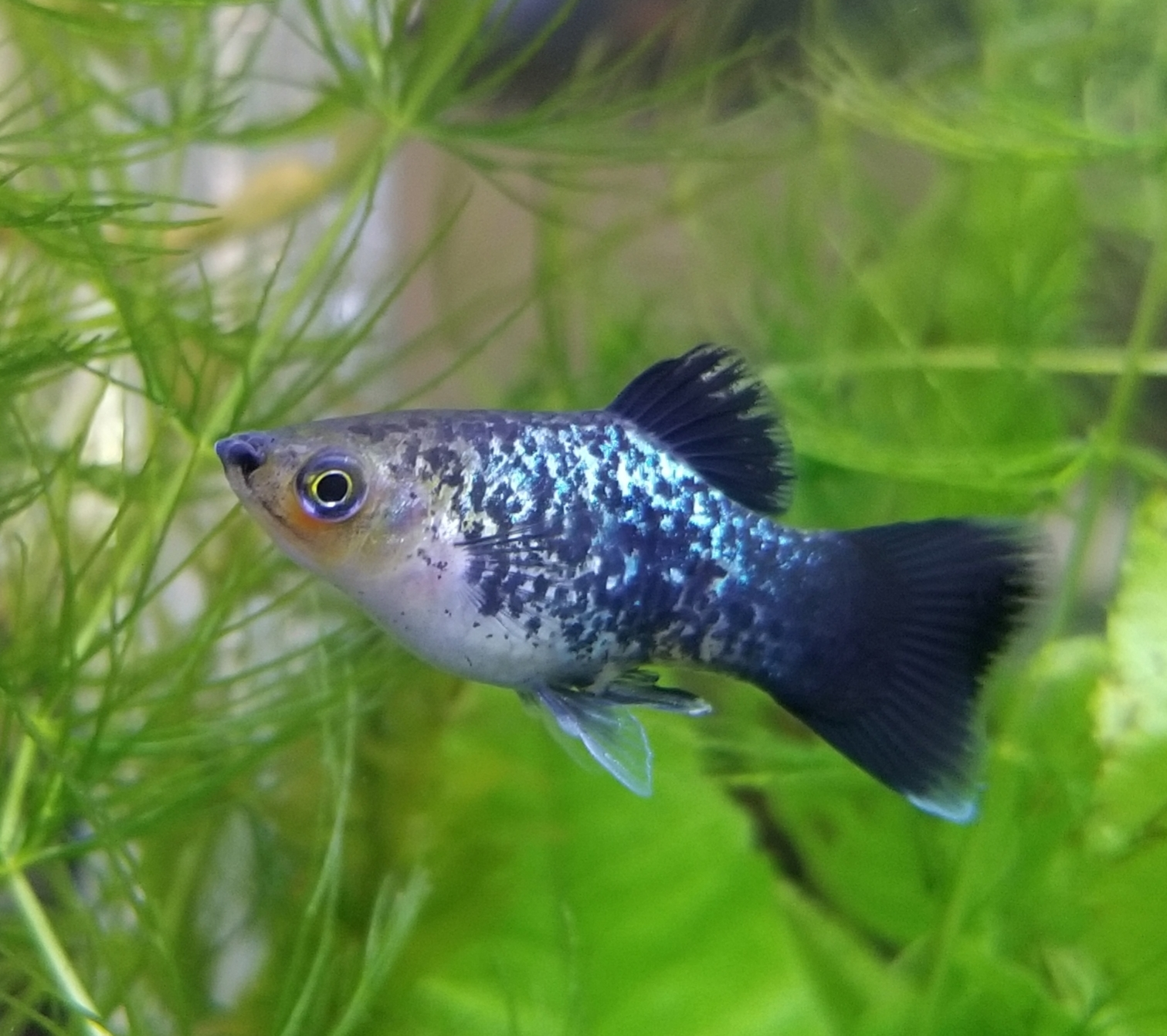
Tacheté mâle.
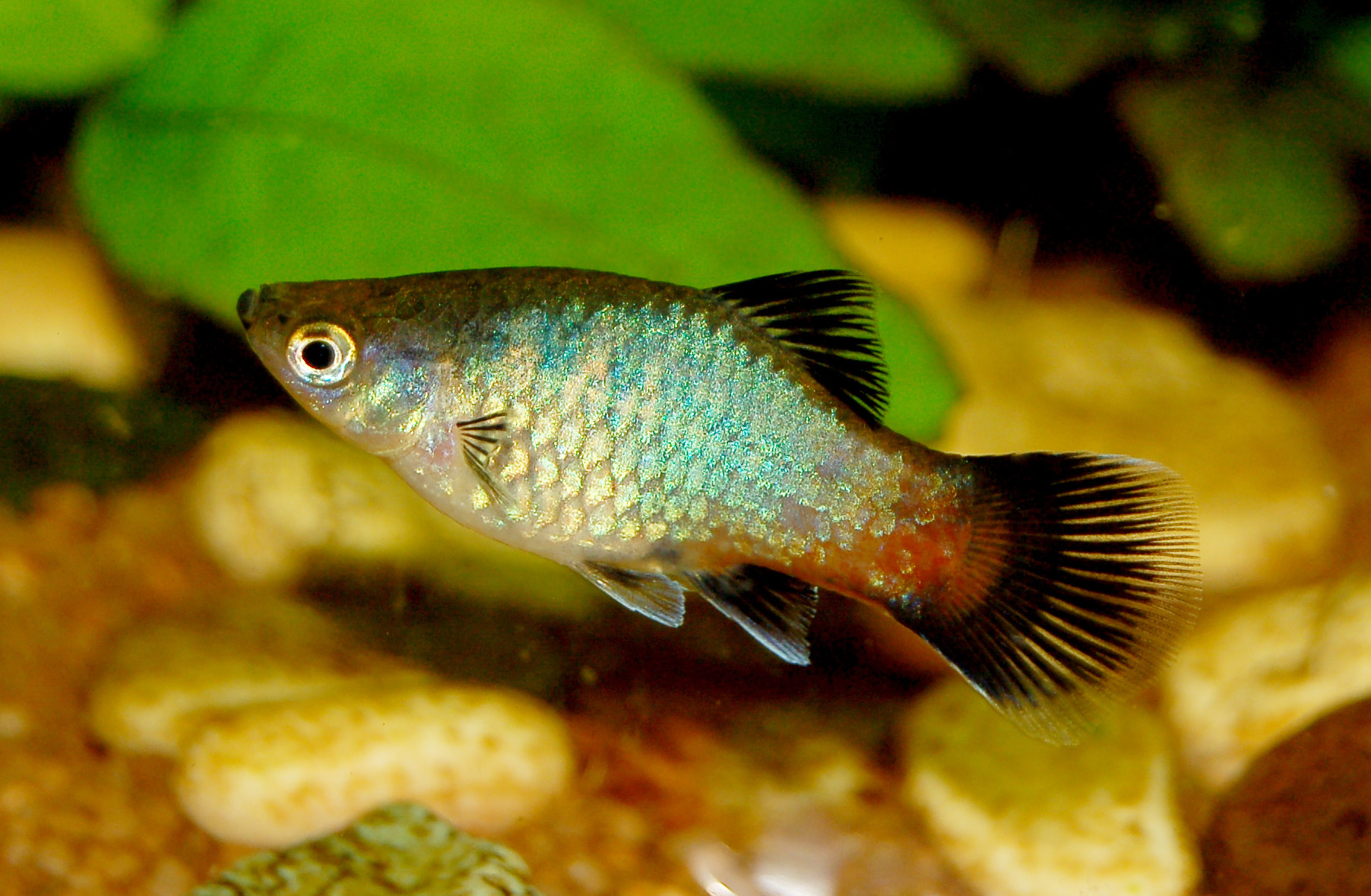
Arc-en-ciel femelle.
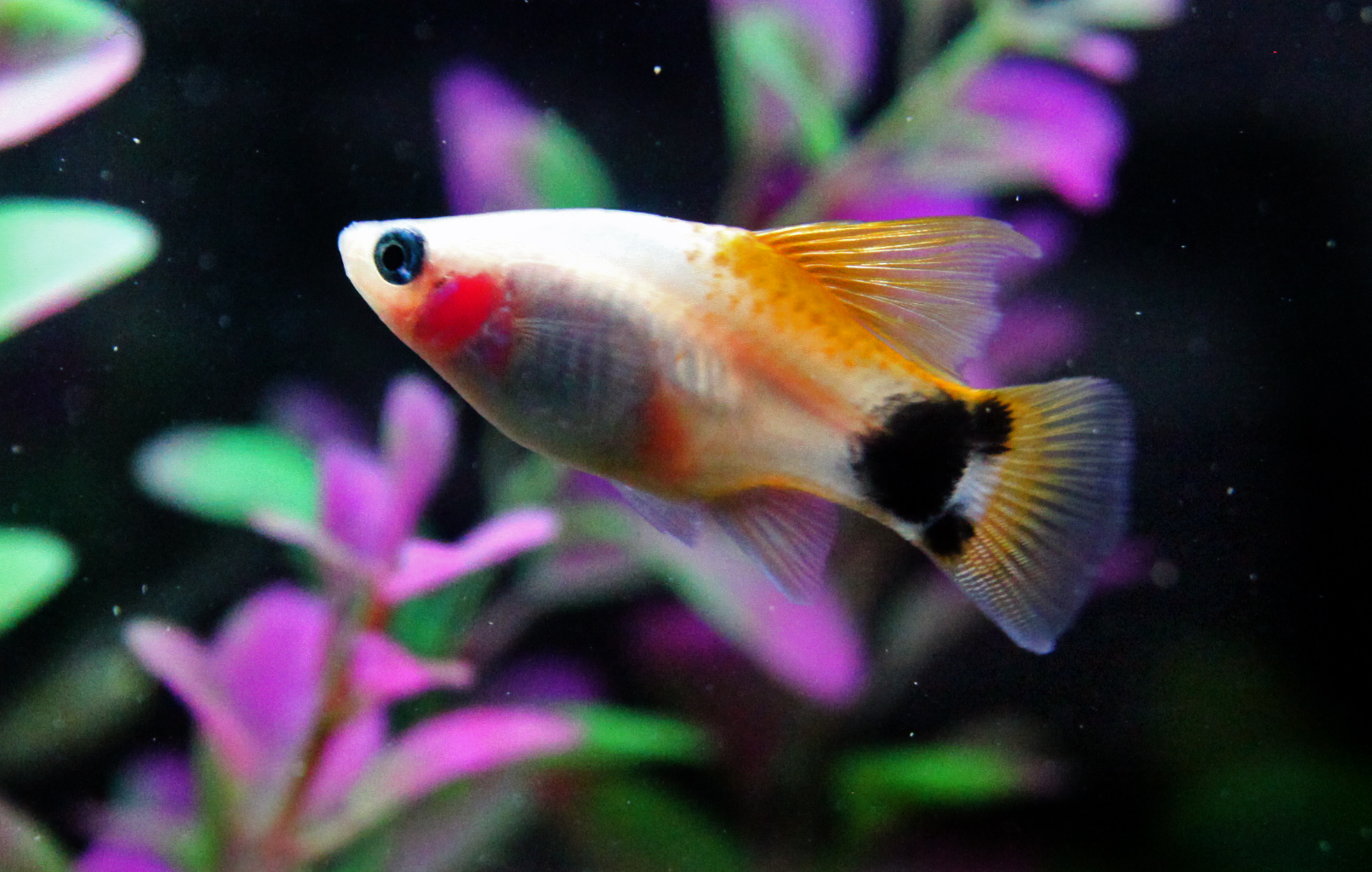
Platy Lune "mickey", forme Hi-fin (femelle).
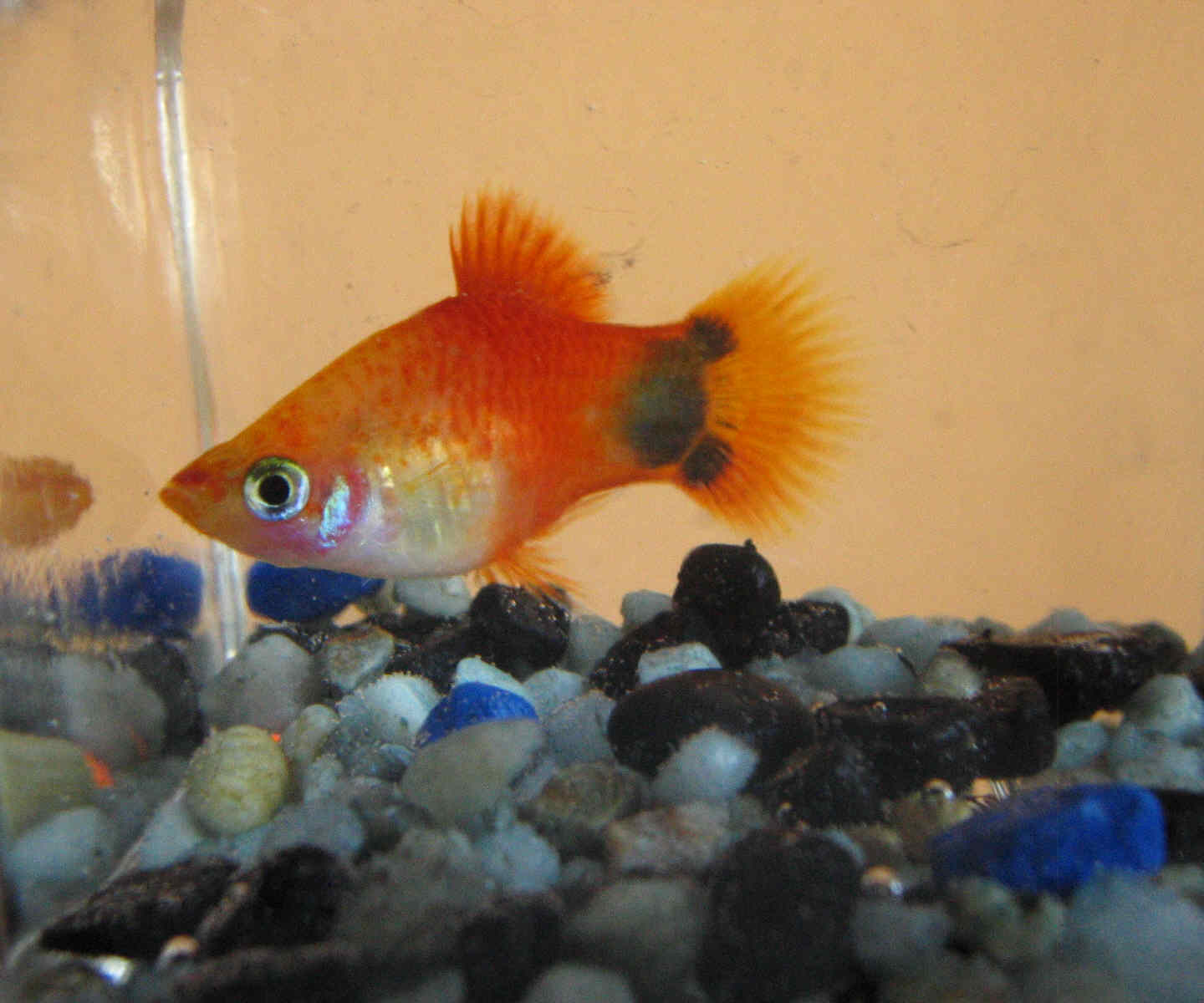
Platy "mickey" en aquarium (mâle).
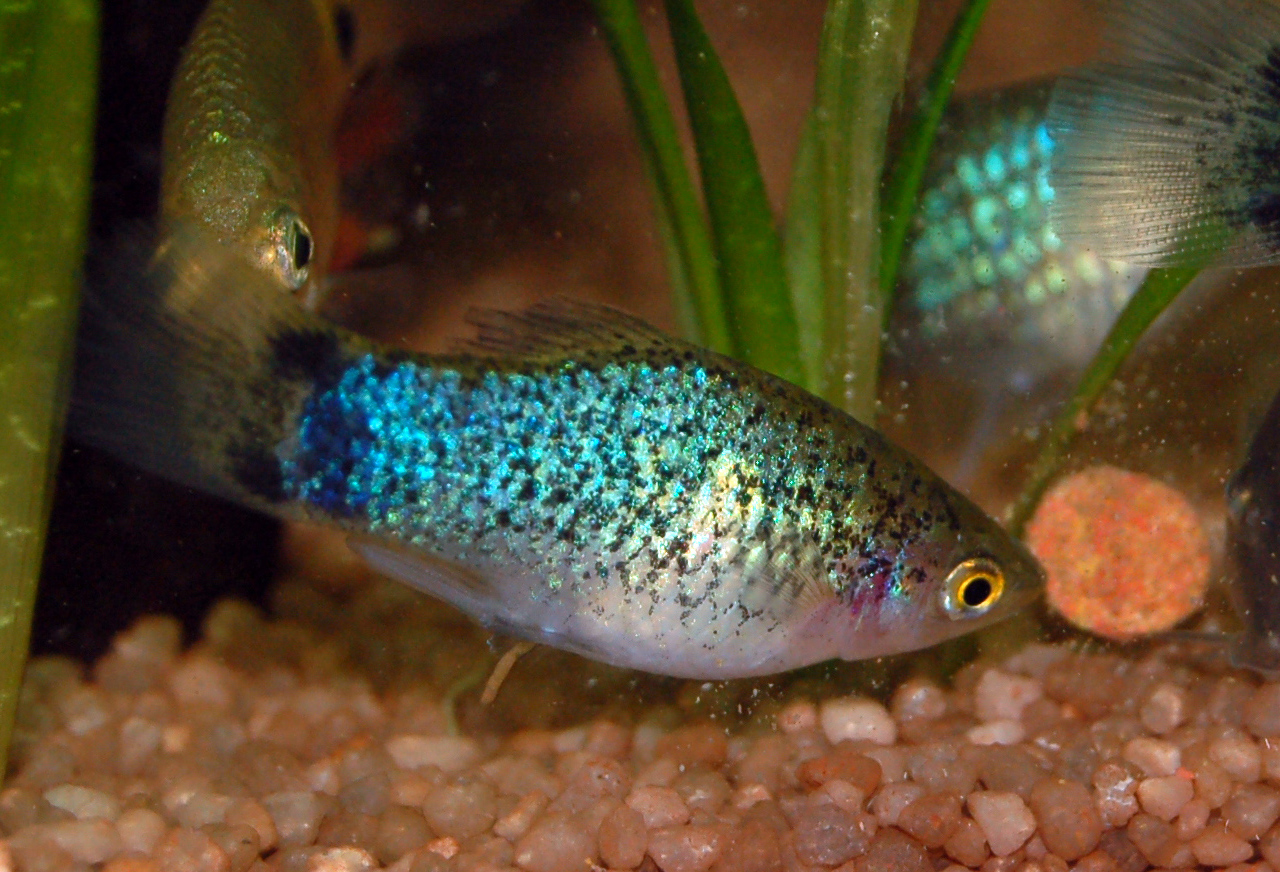
Mâle bleu.
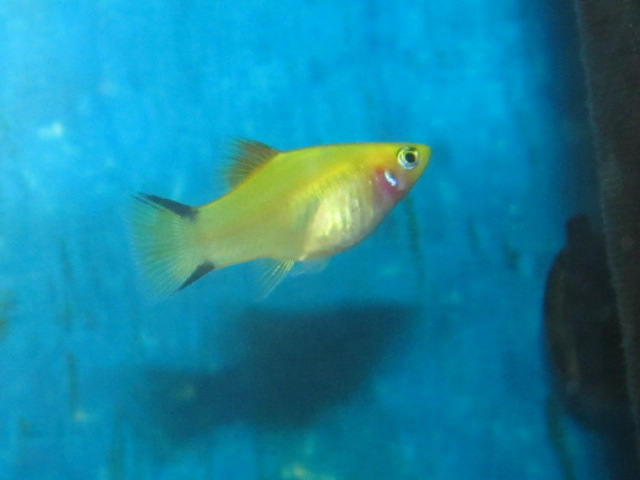
Femelle jaune.
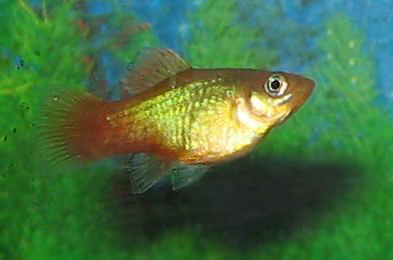
"Sunset" femelle.
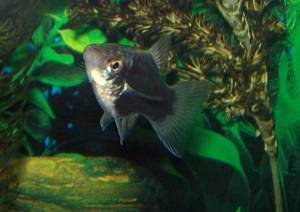
Femelle noire.
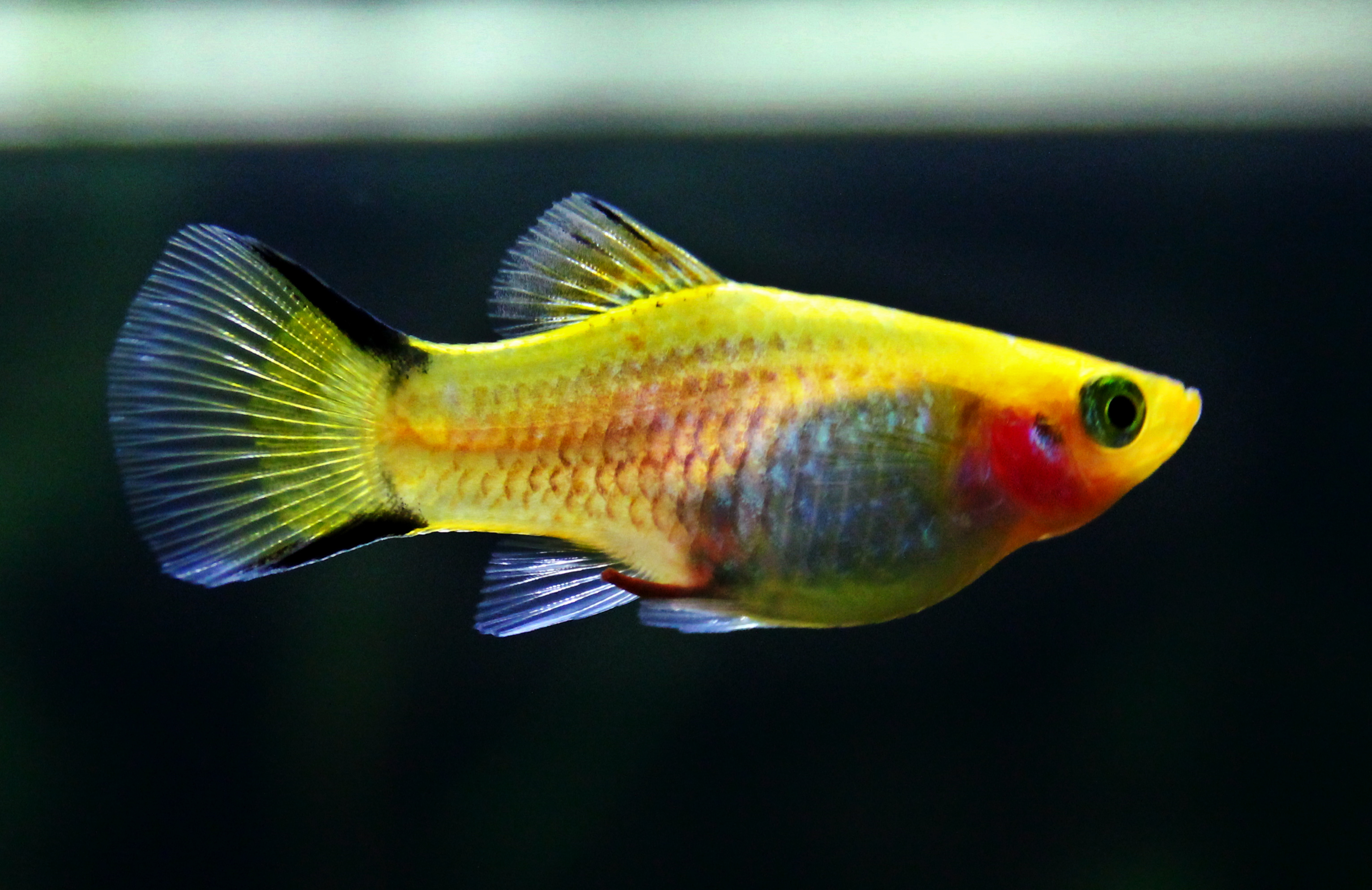
Femelle dorée.

### Reproduction
Ce poisson est ovovivipare, ce qui signifie dans ce cas que l'éclosion des œufs se déroule dans la femelle. La femelle porte des œufs dans son ventre (elle n'a pas d'utérus, contrairement au mammifères). La gestation dure 4 à 6 semaines. Une partie de la nageoire anale du mâle a évolué en un organe reproducteur tubulaire, le gonopode. Comme les guppys, les platys sont extrêmement prolifiques. Le nombre d'alevins par portée varie entre 10 et 40, mais la femelle peut garder du sperme pour faire une portée 6 mois plus tard, les portées peuvent être combinées, et dans certains cas, on peut avoir 80 à 100 alevins par portés. Les alevins ressemblent à leurs parents en miniature à la naissance ; ils mesurent moins de 5 millimètres. Ils sont autonomes et savent se cacher, mais peuvent être mangés par leurs parents. On peut éventuellement les maintenir dans un aquarium à part, mais aussi laisser faire la nature à condition d'avoir un bac bien planté.
Lorsque la femelle est sur le point de mettre au monde ses petits, sa tache anale est très noire et son ventre gonflé d'œufs. Les œufs éclosent, puis la femelle expulse des alevins vivants, déjà capables de se nourrir seuls.
Selon une idée répandue, il a été prouvé scientifiquement que les poissons du genre Xiphophorus (dont font partie les platys) peuvent changer de sexe. Mais le plus souvent il s'agit de mâles tardifs. En effet, tous les alevins à leur naissance ressemblent à une femelle, et le gonopode ne se développe que plus tard pendant leur croissance. Dans certains cas, et notamment lorsqu'il y a déjà un mâle dominant dans le groupe, le gonopode n’apparaît qu'au bout d'un an, voire plus. Il arrive également qu'une femelle âgée développe un gonopode. Son sexe ne change pas, mais elle sera dorénavant stérile. Quelques cas rares de mâles devenant femelles ont été recensés, notamment lorsqu'un groupe était composé d'autres mâles uniquement (on suppose que c'est une adaptation instinctive de la génétique afin de pouvoir se reproduire).

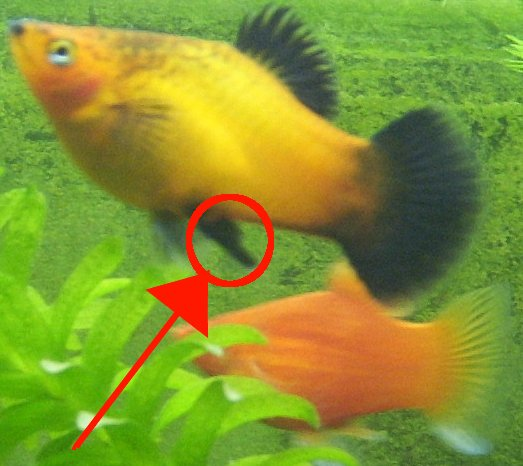
Platy mâle, avec son gonopode.
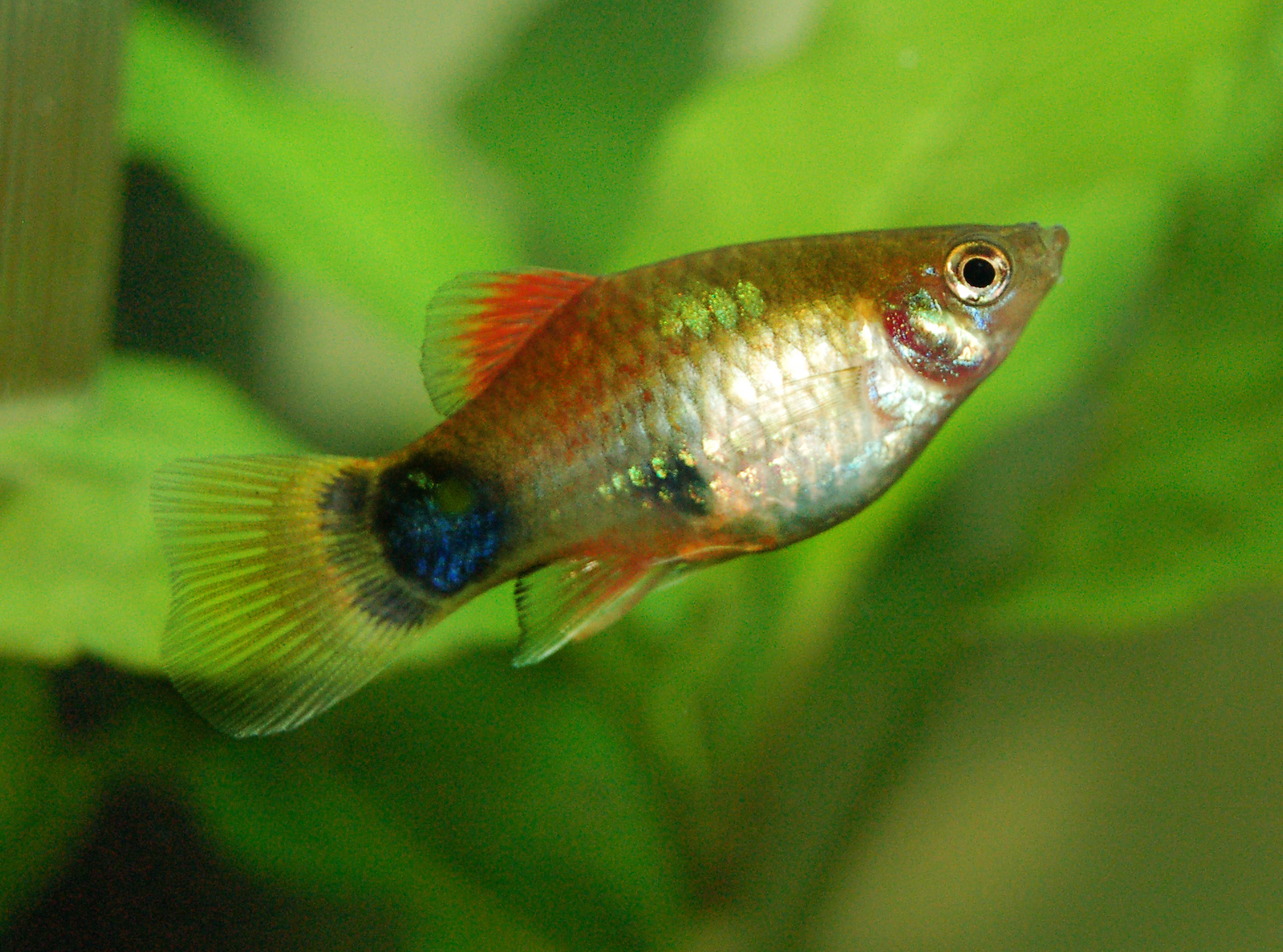
Femelle gravide.
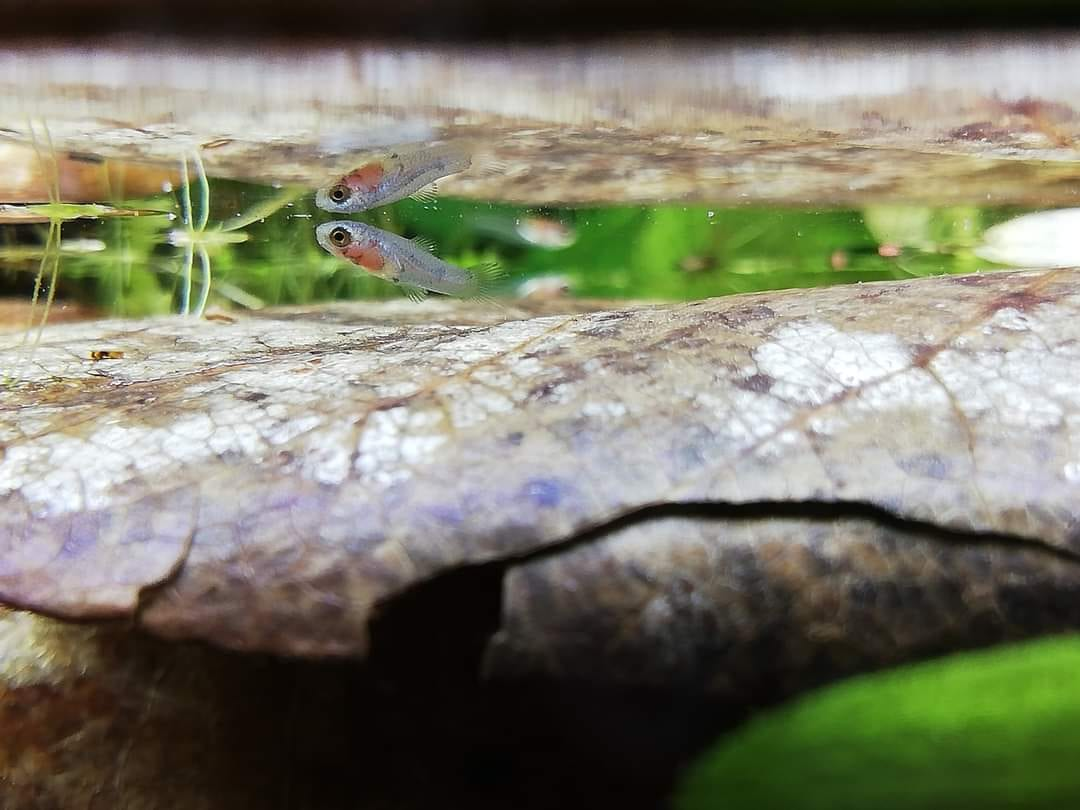
Alevin nouveau-né.
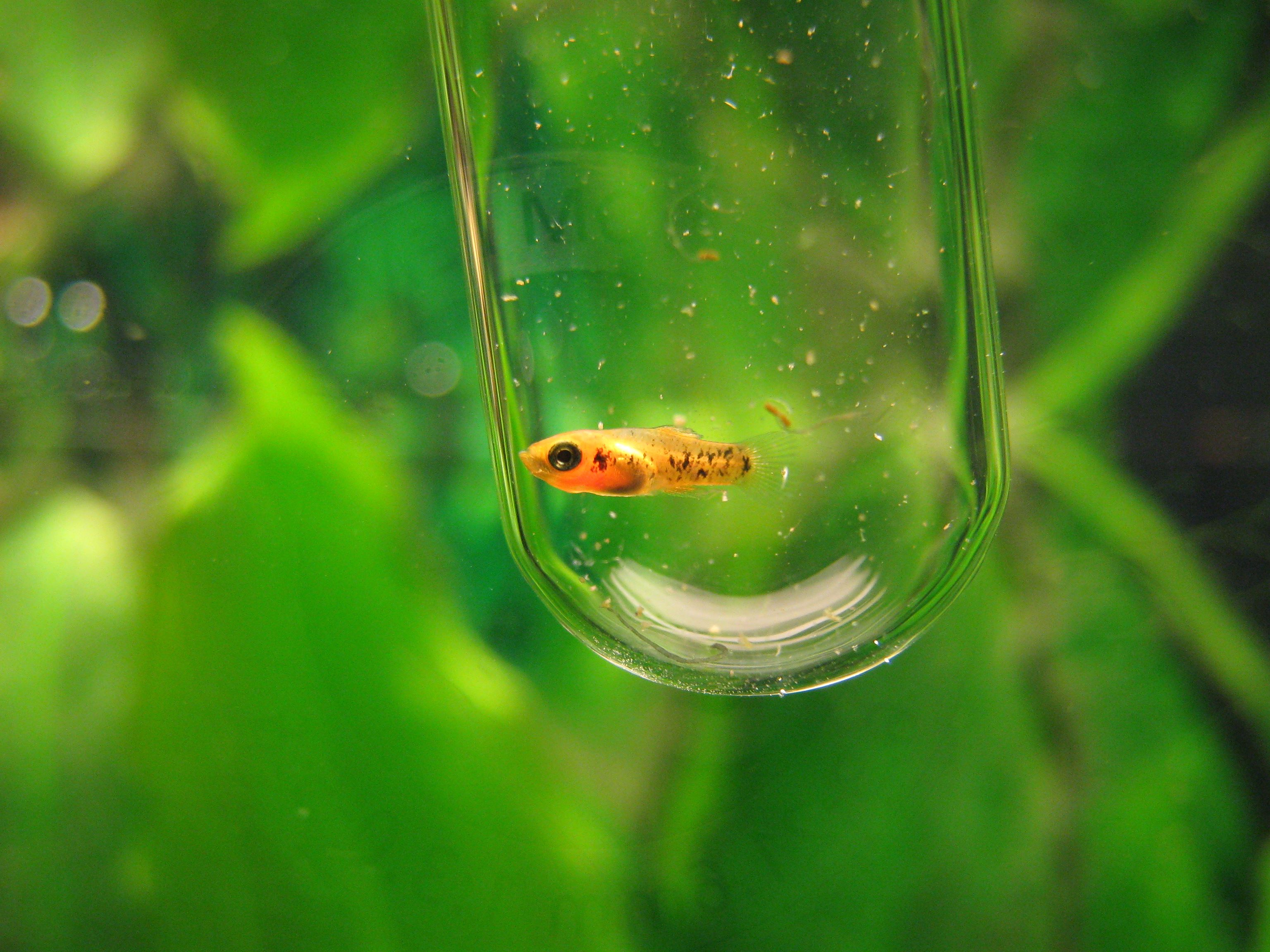
Jeune platy d'une semaine.
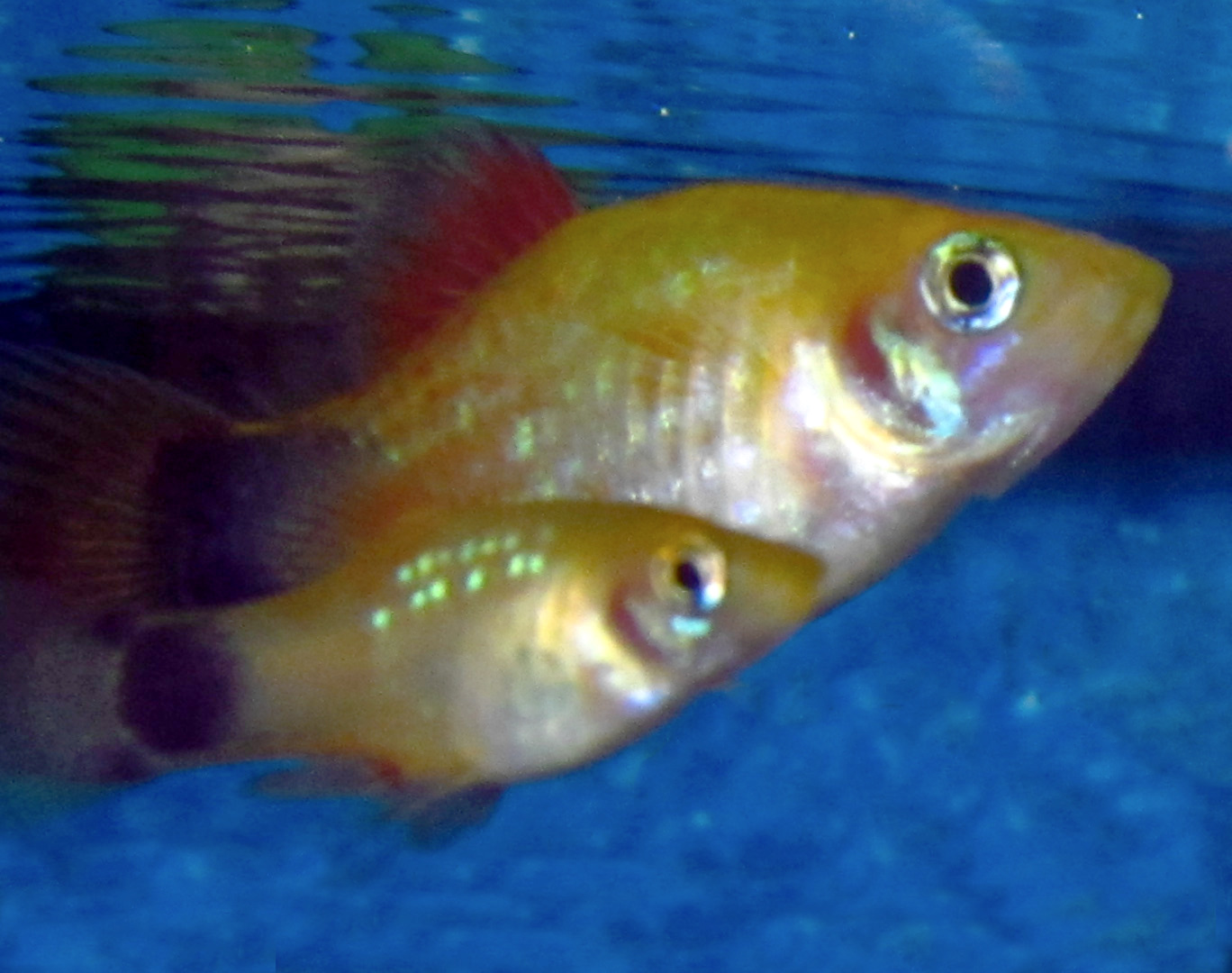
Un jeune de trois mois près de sa mère.

#### Particularités de la reproduction en captivité
La reproduction facile et le caractère prolifique de l'espèce peut entraîner la surpopulation de l'aquarium.
Il est préférable de séparer les alevins (une fois nés) des parents qui n'auront aucun scrupule à n'en faire qu'une bouchée s'ils ne trouvent pas de cachette. Installés dans un bac séparé, les alevins seront nourris avec une poudre pour alevins complétée de nauplies d'artémias mélangée à des paillettes.
Cela dit, avec un bac assez planté, tous les alevins ne mourront pas
Il ne faut pas utiliser de pondoir ni pour la femelle ni pour les alevins.

#### Variétés de platys
Il existerait 350 000 variétés de platy reconnues. Parmi celles-ci on peut citer à titre informatif :
- forme Baloon
- forme Hi-Fin
- Platy abeille
- Platy albinos perlé
- Platy calico
- Platy comète
- Platy corail
- Platy green metalic
- Platy lune
- Platy marigold
- platy mickey mouse
- Platy perroquet
- Platy rouge cœur sanglant-corail
- Platy Simpson
- Platy spitz
- Platy Sunset
- Platy wagtail

Il existe trois couleurs de platy :
- la couleur de fond - celle qui apparait quand les alevins naissent[11] ;
- la couleur de surface - celle qui se développe quand les alevins grandissent[11].
- la couleur des nageoires[11].

#### Génétique et hybridation
Dans le commerce, on trouve une multitude de formes et de couleurs pour ce poisson, qui ont été sélectionnées au fil des ans. Les variétés sont toutes le fruit de sélections et d'hybridations dans et avec les trois espèces suivantes : Xiphophorus helleri, Xiphophorus variatus et Xiphophorus maculatus. Le platy sauvage est moins coloré, et ses teintes vont du gris au jaune ocre.
Les Xiphophorus présentent trois chromosomes X, W et Y.
Les femelles sont soit YW, soit XX ou bien XW, et les mâles sont soit XY ou YY.
Les femelles XX et les mâles YY ne donneront des portées ne contenant que des mâles, tandis que les femelles XW et les mâles XY donneront des portées contenant 75 % de femelles.
Il est aussi possible de trouver des individus au caryotype étrange (par exemple des femelles XY), il s'agit le plus souvent de mâles tardifs pris à tort pour des femelles.
Cette espèce est un poisson d'ornement très apprécié et les aquaculteurs ont croisé cette espèce avec d'autres espèces apparentées pour obtenir diverses formes et couleurs. Les fermes piscicoles de Floride, par exemple, produisent chaque année un grand nombre de ces poissons destinés au marché aquariophile. Xiphophorus maculatus peut notamment s'hybrider avec Xiphophorus hellerii ce qui donne des hybrides présentant une pigmentation accrue de leur nageoire dorsale toutefois cela induit parallèlement un développement de tumeurs potentiellement mortelles, très largement étudiées au plan scientifique depuis la fin des années 1920.

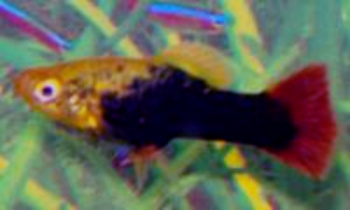
Platy "Tuxedo", hybride "Xiphophorus variatus" X "Xiphophorus maculatus"

### Principales espèces de la famille
Seule une petite proportion des près de deux cents espèces de poeciliidés a été étudiée dans un contexte écologique. Parmi ces espèces, les gambusies, notamment Gambusia affinis et G. holbrooki, sont les plus connues. Leur notoriété découle de leur utilisation répandue comme agents de lutte contre les moustiques, ce qui a conduit à de nombreuses études sur leur alimentation, leur habitat et leurs tolérances environnementales. En outre, des données écologiques existent pour d'autres espèces de Gambusia, ainsi que pour certaines espèces de Poecilia, Xiphophorus, Poeciliopsis, Heterandria et Belonesox.
Six espèces de Poeciliidae, parmi lesquelles X. maculatus, font partie des cinquante espèces les plus populaires en aquariophilie et toutes ont le niveau de domestication le plus élevé :
- Poecilia latipinna (Lesueur, 1821)
- Poecilia reticulata  Peters, 1859 - le « guppy »
- Poecilia sphenops  Valenciennes, 1846
- Xiphophorus hellerii  Heckel, 1848 - le « xipho »
- Xiphophorus maculatus  (Günther, 1866)
- Xiphophorus varietus  (Meek, 1904)